# Wesoły nam dzień nastał
Wesoły nam dzień nastał – średniowieczny trop wielkanocny w języku polskim, pochodzący z pierwszej połowy XV wieku, zbudowany z pięciu wersów.
Tekst jest tłumaczeniem łacińskiego tropu O quam felix haec dies (Laeta dies illuxit), prawdopodobnie za pośrednictwem czeskim (Veselýt nám den nastal). Trop w języku polskim został wpisany do kodeksu zwanego Graduałem tarnowskim, pochodzącego z 1526 roku, obecnie zaginionego. Do czasów współczesnych zachowały się faksymilia dwóch jego stron, zawierających między innymi tę pieśń. Faksymilia przechowywane są w Bibliotece Ossolineum we Wrocławiu.
Trop był wykonywany prawdopodobnie razem z pieśnią Przez twe święte zmartwychwstanie.